# Ičinomija (Aiči)
Ičinomija (japonsky 一宮市) je město v prefektuře Aiči v Japonsku. K roku 2017 měla přes 380 tisíc obyvatel.

## Poloha
Ičinomija leží na řece Kiso (tekoucí do zálivu Ise) severozápadně od Nagoji a západně od Kónanu. Leží na severozápadě prefektury u hranice s prefekturou Gifu.

## Dějiny
Současné město vzniklo 1. září 1921. Dne 1. dubna 2005 bylo podstatně rozšířeno zahrnutím sousedních měst Bisaie a Kisogawy.

### Rodáci
- Jukiko Okada (1967–1986), j-popová zpěvačka

## Partnerská města
- Treviso, Itálie (30. leden 2005)